# بزيبز
قرية بزيبز  هي إحدى القرى التابعة لعامرية الفلوجة في محافظة الأنبار في العراق، تبعد عن العامرية بحدود 20 كم وعن الفلوجة بحدود 50 كم. تحاذي محافظة بغداد ومحافظة بابل. اسمها الكامل وفقاً للسجل العقاري مقاطعة 1 بزيبز والعجير، أغلب سكانها من عشيرة البوعيسى مؤسس قريه بزيبز محروت.
يقسم نهر الفرات القرية إلى ضفتين، الضفة الشامية وضفة الجزيرة.
اشتهرت القرية بجسرها الذي صار معبرا وحيدا لسكان محافظة الأنبار من النازحين أو المتنقلين بين محافظة الأنبار ومحافظة بغداد بعد احتلال تنظيم الدولة الإسلامية (داعش) لمحافظة الأنبار والمعارك الدائرة في المحافظة. وايضا بزيبز محروت هو مؤسس مدينه سنه 1955 والذي سمي على اسمه

## روابط خارجية
- «بزيبز».. جسر الأحزان الذي يحكي معاناة آلاف النازحين العراقيين - موقع سي أن أن بالعربية
- بزيبز.. جسر يروي معاناة عراقيين تغربوا في وطنهم - موقع قناة الجزيرة
- بغداد تغلق معبر بزيبز أمام النازحين من الأنبار - موقع قناة سكاي نيوز
- بالصور.. أكتاف جنود العراق أسرّة لمرضى النازحين في بزيبز - موقع قناة العالم